# Vaavu
Cette page contient des caractères et des mots thâna comme ހ ou ފ. En cas de problème, consultez l’article Thâna ou testez votre navigateur.
Vaavu est une subdivision des Maldives composée de la totalité de l'atoll Felidhu et du récif Vattaru. Ses 2 144 habitants se répartissent sur 5 des 19 îles qui composent la subdivision. Sa capitale est Felidhoo. La superficie totale des terres émergées est inférieure à 1 km2.